# Раскол (религия)

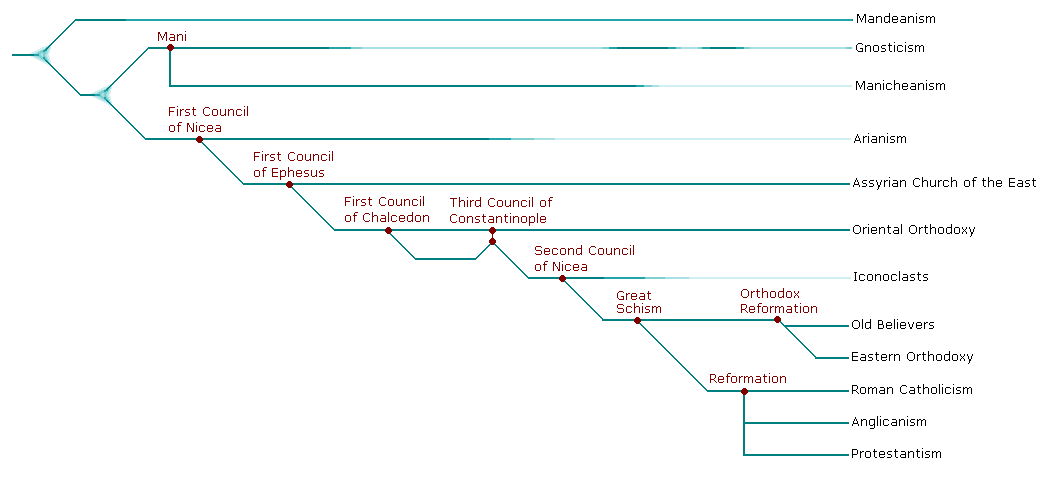
Христианские расколы и их церковные соборы

Раско́л или схи́зма — разделение в религиозной организации.

## Расколы в христианской церкви
- В 325 на I Никейском Вселенском соборе произошёл раскол: арианство было осуждено, однако позже император Константин терпимо относился к умеренному арианству, которое продолжало существовать до его повторного осуждения на Константинопольском Вселенском соборе 381 года при поддержке императора Феодосия I.
- В 451 учение монофизитов было осуждено Халкидонским собором. Это привело к расколу и острой религиозно-политической борьбе.
- «Фотиева схизма»: в августе 863 на Римском Соборе был отлучен патриарх Фотий; в сентябре 867 Собор в Константинополе отлучил Папу Николая.

### Акакианская схизма
Акакианская схизма — 35-летний (484—519 годы) церковный раскол между Востоком и Западом, вызванный спорами вокруг «Энотикона» императора Зенона, назван по имени Константинопольского патриарха Акакия. Акакианская схизма стала первым церковным расколом в истории христианства.

### Великий раскол христианской церкви
Исторические предпосылки схизмы восходят по времени своими корнями к поздней античности и раннему Средневековью (начиная с разгрома Рима войсками Алариха в 410 году н. э.) и обусловлены появлением обрядовых, догматических, этических, эстетических и других различий между западной (часто называемой латинско-католической) и восточной (греко-православной) традициями.
Традиционно схизму делят на два этапа. Первый имел место около 867 года в связи со взаимными претензиями папы Николая I и Константинопольского патриарха Фотия в вопросах догматики, первенства Римского епископа, а также в стремлении главенствовать над христианской церковью в Болгарии.
Второй этап относят к 1054 году (взаимное предание анафеме римского легата Гумберта и Патриарха Константинопольского Михаила Кирулария). Ухудшение отношений между Папой и Патриархом в это время некоторые историки связывают со стремлением папства подчинить своей власти церкви Южной Италии, традиционно входившей в состав сначала Великой Греции, а затем и Византии. Некоторые историки считают главной причиной разрыва претензии Константинопольского Патриарха на главенство во всей христианской Церкви, а другие — желанием Папы Римского подчинить своей светской власти юг Италии. Также причиной стоит считать то, что Папа открыто заявил о том, что всякая Церковь, не согласная в чём-либо с Католической, перестаёт быть Церковью и становится ничем. Окончательно разрыв был закреплён в 1204 году взятием крестоносцами Константинополя в результате Четвёртого крестового похода (1202—1204 гг.).

## Расколы в других религиозных движениях
- Кризис преемника — раскол у мормонов.

## Расколы виудаизме
- I—II века — раскол, отделение христианства от иудаизма;
- VIII век — раскол, отделение караизма;
- XVIII век — раскол, отделение миснагдим;
- XIX век — раскол, отделение реформистского иудаизма.

## Расколы висламе
- VII век — раскол хариджитов.
- VII век — раскол на суннитов и шиитов.

## Джайнизм

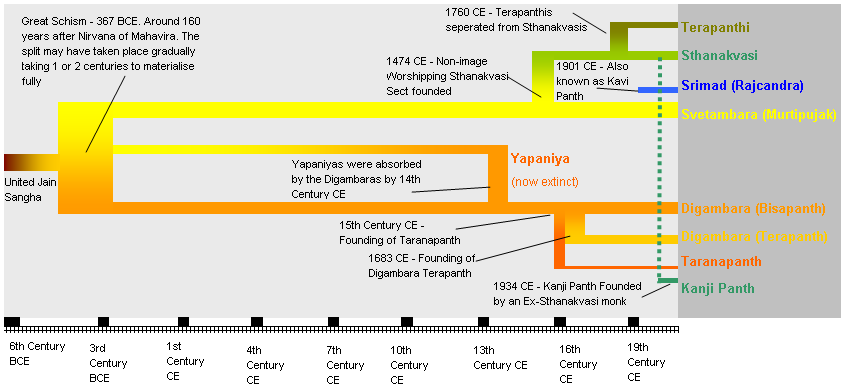

Первый раскол в джайнизме произошел примерно в четвертом веке до нашей эры, что привело к возникновению двух основных течений, Дигамбары и Шветамбары, которые позже были разделены на другие подтечения.